# SiS 6326
A SiS 6326 egy 1997 júniusában bemutatott graphics processing unit (GPU) volt, melyet a Silicon Integrated Systems gyártott. Bár korához képest is gyenge teljesítményű chip volt, mégis rendkívül népszerű lett, és számos alaplapra integrálták, főként ahol a 3D-gyorsítás akkoriban még nem volt elsődleges szempont. A SiS 6326-ból 1998-ban hétmillió példány fogyott el.

## Architektúra
A SiS a chipet elérhetővé tette 2x-es sebességű AGP, hagyományos PCI, valamint integrálható kivitelben is. 64 bites 2D/3D gyorsító funkciója volt, DVD-dekóder, illetve TV-dekóder. A memória 4 MB vagy 8 MB lehetett.

## Teljesítmény
A chip eleve a költséghatékonyság jegyében készült, így kortársaihoz képest is gyenge teljesítményt nyújtott. Az nVIDIA RIVA 128 teljesítményéhez képest egyharmaddal, az ATI Rage Pro-hoz képest pedig 40%-kal volt elmaradva, ráadásul nem rendelkezett még OpenGL-támogatással sem. Egy 1999-es béta meghajtóprogram azonban ez utóbbit sikeresen implementálta, a hardveres korlátok azonban így is megmaradtak. Ennek köszönhetően a chip még a hozzá képest relatíve új programokat is képes volt futtatni.

## Linux-támogatás
Hivatalos formában nem létezik, csak egy Thomas Winischhofer által készített meghajtóprogram. Ez egyáltalán nem tartalmaz sem OpenGL-támogatást, sem bármilyen más 3D-gyorsítást, így ez egy 2D-s program. Létezik még egy kísérleti FrameBuffer-driver is hozzá.

## Változatok, utódok
1998-ban jelent meg a DVD/Macro-Vision és AGP-variáns, majd az év végén az alaplapok északi hídjára integrált GPU is: a SiS530 a Socket 7, a SiS620 a Socket 370-alaplapokhoz. 1999 áprilisában a kártyákat leváltotta utódja, a SiS 300.

## Tuning
A PowerStrip nevű szoftverrel a kártya órajele túlhúzható, de a legtöbb esetben már 5 MHz-es órajel-emelés és komoly pixelhibákat eredményezhet.